# Ремезовский сельсовет
Ремезо́вский сельсовет — административная единица на территории Ельского района Гомельской области Белоруссии. Административный центр — агрогородок Ремезы.

## Состав
Ремезовский сельсовет включает 9 населённых пунктов:
- Александровка — деревня.
- Бовгорка — деревня.
- Богутичи — деревня.
- Вишеньки — деревня.
- Движки — деревня.
- Забозье — деревня.
- Остров — деревня.
- Ремезы — агрогородок.
- Шарин — деревня.

## История
Создан 20 августа 1924 года в составе Каралинского района Мозырского округа БССР, с 26 июля 1930 года в составе Каралинского района БССР, с 5 февраля 1931 года в составе Ельского района БССР, с 21 июня 1935 года — Мозырской округа, с 20 февраля 1938 года — Полесской области, с 8 января 1954 года — Гомельской области. 
На 1 января 1974 года в составе Ремезовского сельсовета находилось 4 населённых пункта.
1 декабря 2009 года к сельсовету была присоединена территория упразднённого Богутичского сельсовета (деревни Богутичи, Бовгорка, Вишеньки, Остров, Движки, Забозье, Шарин).